# Јелена Драгаш
Јелена Драгаш Дејановић (1372 — 23. март 1450) или Августа Хелена Палеолог (монашко име Ипомонија, Грчки:Ἑλένη Δραγάση ), била је српска принцеза из породице Драгаша и супруга византијског цара Манојла II Палеолога и мајка последњих византијских царева Јована VIII и Константина XI.
Била је ћерка српског великаша Константина Драгаша, чија је мајка Теодора била ћерка сроског краља Стефана Дечанског. Служила је као намесница Византијског царства након смрти сина цара Јована VIII 1448. године, до устоличења њеног сина цара Константина XI 1449. године. По удовиштву је постала монахиња, тако да је Православна црква поштује као светицу под њеним монашким именом: Света Хипомона (гр. Υπομονη).

## Порекло
Јелена је била кћи Константина Драгаша, обласног господара југоисточног дела некада моћног Душановог царства, са престоницом у Велбужду и његове прве жене. Њен отац је погинуо у бици на Ровинама 1395. године, као вазал султана Бајазита I.

## Живот
Јелена је била ћерка српског племића Константина Дејановића, српског обласног господара током распада српског царства који је држао Велбужд. Рођена је у српској племићкој породици Дејановић. Њена мајка је била Константинова неименована прва жена, а Константин унук српског краља Стефана Уроша III Дечанског Немањића. Њена маћеха, принцеза Евдокија Трапезунтска, била је ћерка цара Алексија III Трапезунтског и царице Теодоре Кантакузин, и удовица Тађедин паше од Синопе, емира Лимније.
Њен отац је погинуо у бици на Ровинама (17. 5. 1395. године), док се борио као вазал османског султана Бајазита I против војове Мирче I од Влашке.

## Царица
Јелена се удала за цара Манојла II Палеолога 1392. године. После венчања уследило је њено крунисање за „свету царицу“ следећег дана, 11. фебруара 1392. године. Нема сачуваних података зашто је брак уговорен, иако је био предмет многих спекулација, али династички бракови између византијске и српске династије нису били без преседана.
Традиционално је била описана као позната по својој лепоти, побожности, мудрости и правди. Не зна се много о њој током владавине њеног мужа нити о њеној приватној вези са царем Манојлом II. Када је њен супружник цар Манојло II био одсутан 1393. године, он је у његовом одсуству поставио своју мајку за намесницу уместо супруге. Њен однос са свекрвом је непознат, али пошто је узела исто име као и њена свекрва када је касније постала монахиња, сматрало се да је то добро. Године 1424. укратко се помиње царица Јелена када је дворски службеник Сфранцес однео поруку од молитељке њој уместо остарелом цару, пошто је њен син био одсутан, и да је тада била у друштву своје снахе, и да је управо она тада пренела поруку старијем цару.
Године 1425. њен муж цар Манојло II је абдицирао и замонашио се са именом Матеј (Ματθαιος). После његове смрти, 21. јула 1425. године, замонашила се у манастиру Кира Марта, узевши монашко име Хипомона. Помогла је да се оснује дом за стара лица, под називом „Нада очајника“. Дом се налазила у манастиру Светог Јована у Петриону, где се чувају и мошти светог Патапија Теванског.

### Царица удовица
Чињеница да је положила монашки завет није нужно значила да је морала да напусти двор и уђе у манастир. У ствари, постоји више докумената о њој током периода као царице удовице него као царице, а играла је утицајну улогу на двору за време владавине својих синова, делујући као политички саветник и својих синова цара Јована VIII и цара Константина XI. Много је прилика у којима је илустрован њен утицај. Године 1439, када је цар Јован VIII боравио у Италији, обавештен је да је цариградски патријарх умро, али је одбио да постави новог док се не посаветује са својом мајком.
Удовица царицa Jелена Драгаш позната је по свом интересовању за црквена питања, а била је истакнута личност у антиунионистичкој дворској фракцији која се противила предложеној унији између православне и католичке цркве, која је била велико политичко питање за време владавине цара Јована VIII, и због њеног сукоба са проунионистичком фракцијом. Њеном утицају се приписује чињеница да је питање црквене уније било у застоју и успоравању, јер су њени синови били за унију. На крају је ипак дала сагласност, или је барем одлучила да се више не противи унији цркава, што је била жеља њеног сина цара Јована VIII.
Када је њен најстарији син, цар Јован VIII, умро 1448. године, наследство је било спорно између деспота Константина, њеног најстаријег преосталог сина и Јовановог изабраног наследника, и његовог амбициозног, али неспособног млађег брата деспота Димитрија. Као царица удовица, Јелена је подржала деспота Константина. Служила је као намесница након смрти свог сина цара Јована VIII 1448. године, све до доласка његовог наследника цара Константина XI из Мистре 1449. године. На крају је убедила султана Мурата II да интервенише у Константинову корист, што је довело до његовог преузимања престола у јануара 1449. године.
Када је деспот Константин постао цар, себе је називао Константин XI Драгаш Палеолог, по мајци царици Јелени. Ово указује на близак однос између њих, јер није било разлога зашто би он узимао презиме своје мајке; она је сама одустала од тога након удаје и увек се потписивала Палаилогина, а цар Константин XI је једини од њених синова узео њено презиме. Потврђено је да је царица Јелена наставила да делује као политички саветник и свог другог владајућег сина цара Константина XI, који је после њене смрти приметио да му недостају увид и мудрост његове мајке и да га је њена смрт лишила вредног саветника.
Царица Јелена је и даље била централна личност антиунионистичке православне странке на двору, а говорило се да се цар Константин XI приступио антиунионистима тек после Хеленине смрти.

### Смрт и наслеђе
Царица Јелена Палеолог је умрла 23. марта 1450. године, у Цариграду.
Православна црква је поштује као светитељку, а успомена на њу обележава се 29. маја, на дан пада Цариграда под Османлије и смрти њеног сина светог цара Константина XI. Њена глава, као света реликвија, чува се у манастиру Светог Патапија у Лутракију, Грчка.

## Брак и деца
Она се 10. фебруара 1392. године, удала за византијског цара Манојла  Палеолога. Према Георгију Сфранцесу имали су десеторо деце:
- Најстарија ћерка непознатог имена.
- Константин Палеолог, који је умро млад.
- Јован VIII Палеолог (18. децембар 1392 — 31. октобар 1448), византијски цар 1425 — 1448.
- Андроник Палеолог (умро 1429. године), деспот у Солуну.
- Друга ћерка непознатог имена.
- Теодор (II), (умро 1448. године), морејски деспот
- Михајло Палеолог. Умро у детињству.
- Константин XI (8. фебруар 1405 — 29. мај 1453), последњи византијски цар 1449-1453. године.
- Димитрије (1407—1470), морејски деспот.
- Тома Палеолог (1409 — 12. мај 1465), морејски деспот.

Њен супруг цар Манојло II је умро 21. јула 1425. године, након чега се она замонашила под именом Ипомонија. Надживела га је за скоро 25 година, а умрла је 23. марта 1450. године у Цариграду. Њени синови цар Јован VIII и цар Константин XI су били последњи византијски цареви, а сам цар Константин XI је био познат под мајчиним девојачким презименом Драгаш, које је носио уз своје.

## Део говора Плетона на њеној сахрани
Георгије Гемистос Плетон, један од најобразованијих људи свога времена је одржао говор у част царице Јелене Драгаш на њеној сахрани. Назвао ју је Трачанком а Трачане које поистовећује са Словенима смешта на широком простору од Италије, Црног мора до Балтика али и у дубоку старину на Балкану, па су му Грци много тога од Трачана примили (култура). Плитон о Трачанима (Словенима) има став идентичан као и Херодот о Трачанима (најмногобројнији након Хиндуса, имају многа имена по областима али су обичаји исти)... На сахрани царице Јелене Дејановић је између осталога рекао:
...Она је, наиме, по народности била Трачанка. Трачани су, пак, народ који је и стар и који се рачуна у највеће народе на свету, не само зато што с ове стране Дунава допире до Црног мора све до Италије, него и зато што преко Дунава чак до тамошњег океана, и чак до копна које је готово ненасељено због хладноће, живи иста по језику са овима овде народност. А и она је многобројна, и штавише, од овога је огранка на овој страни Дунава кудикамо бројнија. Па није ли лош још од старине тај трачки народ, него је и храбар и духом не необразован. Тако је, на пример, Евмоли, који је код Атињана завео елевсинске светковине за стицање бесмртности душе био Трачанин, а вели се да су и хор Муза Грци научили обожавати од Трачана. Народ, пак, који се клања Музама, није неук ни непросвећен, нити је онај народ који верује у бесмртност душе људске, простачки сој.

Ето од тога је народа био отац царице која је сад променила светом, а беше то владалац области не безначајне при реци Вардару, чија вода спада међу најбоље и најздравије речне воде за пиће, будући и сам један од најјуначнијих и најправеднијих људи и од највернијих у односима наспрам пријатеља. Рођена од таквог оца, ова се мати наших царева удала за њиховог оца, много вишег по рангу и по судбинском удесу неголи њени родитељи...

## Породично стабло
|  |                                |  |  |  |  |  |  |  |  |  |  |  |  |  |  |  |
|  | 4. Дејан Драгаш                |  |  |  |  |  |  |  |  |  |  |  |  |  |  |  |
|  |                                |  |  |  |  |  |  |  |  |  |  |  |  |  |  |  |
|  |                                |  |  |  |  |  |  |  |  |  |  |  |  |  |  |  |
|  | 2. Константин Драгаш Дејановић |  |  |  |  |  |  |  |  |  |  |  |  |  |  |  |
|  |                                |  |  |  |  |  |  |  |  |  |  |  |  |  |  |  |
|  |                                |  |  |  |  |  |  |  |  |  |  |  |  |  |  |  |
|  | 20. Стефан Урош II Милутин     |  |  |  |  |  |  |  |  |  |  |  |  |  |  |  |
|  |                                |  |  |  |  |  |  |  |  |  |  |  |  |  |  |  |
|  |                                |  |  |  |  |  |  |  |  |  |  |  |  |  |  |  |
|  | 10. Стефан Урош III Дечански   |  |  |  |  |  |  |  |  |  |  |  |  |  |  |  |
|  |                                |  |  |  |  |  |  |  |  |  |  |  |  |  |  |  |
|  |                                |  |  |  |  |  |  |  |  |  |  |  |  |  |  |  |
|  | 21. Ана Тертер (?)             |  |  |  |  |  |  |  |  |  |  |  |  |  |  |  |
|  |                                |  |  |  |  |  |  |  |  |  |  |  |  |  |  |  |
|  |                                |  |  |  |  |  |  |  |  |  |  |  |  |  |  |  |
|  | 5. Теодора Немањић             |  |  |  |  |  |  |  |  |  |  |  |  |  |  |  |
|  |                                |  |  |  |  |  |  |  |  |  |  |  |  |  |  |  |
|  |                                |  |  |  |  |  |  |  |  |  |  |  |  |  |  |  |
|  | 22. Јован Палеолог             |  |  |  |  |  |  |  |  |  |  |  |  |  |  |  |
|  |                                |  |  |  |  |  |  |  |  |  |  |  |  |  |  |  |
|  |                                |  |  |  |  |  |  |  |  |  |  |  |  |  |  |  |
|  | 11. Марија Палеолог            |  |  |  |  |  |  |  |  |  |  |  |  |  |  |  |
|  |                                |  |  |  |  |  |  |  |  |  |  |  |  |  |  |  |
|  |                                |  |  |  |  |  |  |  |  |  |  |  |  |  |  |  |
|  | 23. Ирина Метохитиса           |  |  |  |  |  |  |  |  |  |  |  |  |  |  |  |
|  |                                |  |  |  |  |  |  |  |  |  |  |  |  |  |  |  |
|  |                                |  |  |  |  |  |  |  |  |  |  |  |  |  |  |  |
|  | 1. Јелена Драгаш               |  |  |  |  |  |  |  |  |  |  |  |  |  |  |  |
|  |                                |  |  |  |  |  |  |  |  |  |  |  |  |  |  |  |
|  |                                |  |  |  |  |  |  |  |  |  |  |  |  |  |  |  |